# Hymenasplenium cheilosorum
Hymenasplenium cheilosorum är en svartbräkenväxtart som först beskrevs av Kze. och Georg Heinrich Mettenius, och fick sitt nu gällande namn av Tag. Hymenasplenium cheilosorum ingår i släktet Hymenasplenium och familjen Aspleniaceae. Inga underarter finns listade.